# Хромская губа
Хро́мская губа — мелководный залив у юго-западного берега Восточно-Сибирского моря. Расположен между полуостровом Хромская Стрелка и материковой частью. Открыт к северу, вдаётся в материк на 100 км. Ширина у входа 5 км.
На берегу губы тундровая растительность. Берег низкий, местами до 15 м. В залив впадают реки Хрома, Лапча, Керемесит, Кучуннай. Протока Хромская соединяет губу с заливом Восточным. В восточной части губы находится остров Узенький.
В районе губы расположена озёрно-болотная местность. Крупнейшие из озёр — Узорное и Тустах-Кюель на северном берегу Хромской губы.
Покрыта льдом большую часть года.
Административно залив входит в Республику Саха России.